# Barquilla (helado)

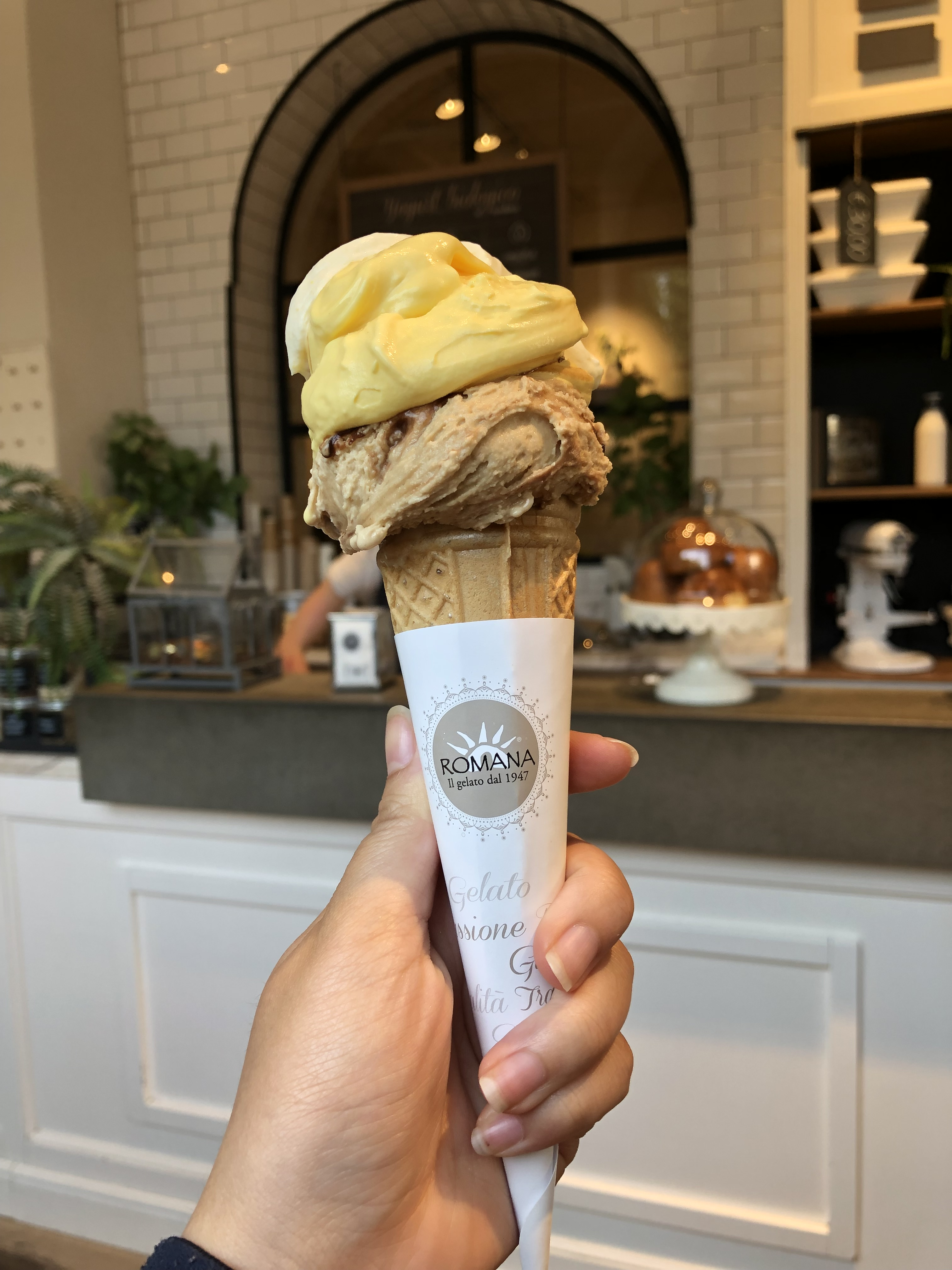
Barquilla con dos bolas de helado en Italia

La barquilla, barquillo o cono es un tipo de presentación de helado compuesto básicamente por un cono de galleta y una bola de helado o un helado suave. Puede tener distintos sabores, así como también puede o no llevar diferentes agregados o toppings como canutillos de chocolate, confites tipo carnaval, crema batida, maní picado, sirope de chocolate, entre otros.
También existen las barquillas tipo soft, populares en las cadenas de comida rápida. En este caso se le suele llamar barquilla express.   
Cuando este tipo de helado no se coloca en el característico cono de galleta sino en un recipiente pequeño se le da el nombre de tina o tinita. 
- Datos: Q5644456